# Oliver Seidler
Oliver Seidler (* 5. Dezember 1998 in Leipzig) ist ein deutscher Handballspieler.

## Karriere

### Im Verein
Oliver Seidler begann das Handballspielen beim Leipziger SV Südwest und wechselte darauf in die Jugend des SC DHfK Leipzig. Nach der Jugend spielte er hauptsächlich für die 2. Mannschaft in der 3. Liga. 2020 wechselte er zum Zweitligisten Dessau-Roßlauer HV. Ab 2022 stand er im Kader des Ligakonkurrenten Wölfe Würzburg. Nachdem Würzburg nach einer Saison in die 3. Liga abgestiegen war, wechselte er zum HC Elbflorenz. Im November 2024 verlängerte er seinen Vertrag um zwei weitere Jahre bis 2027.

### In Auswahlmannschaften
Mit der deutschen Jugendnationalmannschaft nahm er an der U19-Weltmeisterschaft 2017 teil und belegte den 9. Platz.